# HD 165634
HD 165634，又名CD-2814174，SAO 186328、HR 6766，是一颗恒星，视星等为4.57，位于銀經2.89，銀緯-4.02，其B1900.0坐标为赤經18h 1m 44.9s，赤緯-28° -4.02′ 6″。